# كارولين كناب
كارولين كناب (بالإنجليزية: Caroline Knapp)‏ هي مقالاتية وصحفية وكاتِبة أمريكية، ولدت في 8 نوفمبر 1959 في كامبريدج في الولايات المتحدة، وتوفي بنفس المكان في 3 يونيو 2002 بسبب سرطان الرئة.